# Pantà de l'Arròs
La zona humida del pantà de l'Arròs està formada per dos pantans o basses d'origen seminatural molt pròximes i pel tram de la riera dels Reguers que les uneix. Té una superfície total de 19,11 Ha i està situada al terme municipal d'Alcarràs.
La primera bassa és d'origen seminatural, afavorida per l'existència de la línia de ferrocarril Lleida-Saragossa, que reté les aigües de la riera dels Reguers. Es tracta d'una bassa allargassada, en sentit nord-sud, envoltada de camps i delimitada a l'oest pel talús de la línia fèrria. A continuació, la riera dels Reguers travessa per un túnel la línia de ferrocarril i, després de rebre les aigües del Reguer del Cap, dona lloc al pantà de l'Arròs o de la Clamor pròpiament dit. Aquest pantà és una altra bassa d'origen seminatural i d'ús agrari, que ofereix l'aspecte d'un aiguamoll natural gràcies a la notable extensió d'un canyissar amb boga (Typha angustifolia), que ocupa més de la meitat de la seva superfície. Aquest pantà té una extensió d'unes 10 hectàrees.
La vegetació del conjunt de la zona es caracteritza per la presència de denses i extenses taques de canyissar i bogar i també per la presència de grups de tamarius (Tamarix canariensis). Hi apareixen també alguns pollancres (Populus nigra). Als marges dels pantans apareix també vegetació halòfila, dominada per salats (Suaeda vera, Atriplex halimus, etc.).
Pel que fa als hàbitats d'interès comunitari, s'hi ha identificat els hàbitats següents:
- 92D0 Bosquines i matollars meridionals de rambles, rieres i llocs humits (Nerio-Tamaricetea)
- 1430 Matollars halonitròfils (Pegano-Salsoletea)

Pel que fa als ocells, l'espai acull espècies nidificants com l'arpella (Circus aeruginosus), l'agró roig (Ardea purpurea), el cabussó emplomallat (Podiceps cristatus), el cabusset (Tachybaptus ruficollis), la fotja (Fulica atra), l'ànec collverd (Anas platyrhynchos), la gallineta (Gallinula chloropus), el martinet menut (Ixobrychus minutus), el rascló (Rallus aquatiqus), el cames llargues (Himantopus himantopus), etc. També és una zona important d'hivernada i descans en les migracions, per a moltes espècies d'ocells.
L'espai experimenta cremes de vegetació i canvis de nivell sobtats de les aigües, que presenten un cert grau d'eutrofització i risc d'episodis puntuals de contaminació. La proximitat de la línia de ferrocarril i d'algunes carreteres dona lloc també a diverses molèsties per a la fauna (soroll, efecte barrera, etc.). A la bassa del nord s'ha realitzat alguns moviments de terres vora la riera, que han malmès el canyissar, i hi ha diverses captacions d'aigües molt properes.
Aquesta zona humida està inclosa dins l'espai de la Xarxa Natura 2000 ES5130017 Basses de Sucs i Alcarràs, que inclou el pantà de Suquets de Baix Est i el pantà de Suquets de Baix Oest.